# Calle del Canciller Ayala
La calle del Canciller Ayala es una calle ubicada en el centro de la villa de Bilbao. Paralela a la Gran Vía de Don Diego López de Haro y próxima a la plaza Circular y a la estación de Abando Indalecio Prieto, transcurre entre la calle Hurtado de Amézaga y la alameda de Urquijo.

## Edificios de interés
Diversos edificios reseñables rodean la calle del Canciller Ayala:
- Edificio de Fnac.
- Edificio de El Corte Inglés.
- Iglesia del Sagrado Corazón.
- Hotel Sercotel Ayala.
- Edificio sede de las Juntas Generales de Bizkaia.
- Estación de Abando Indalecio Prieto.

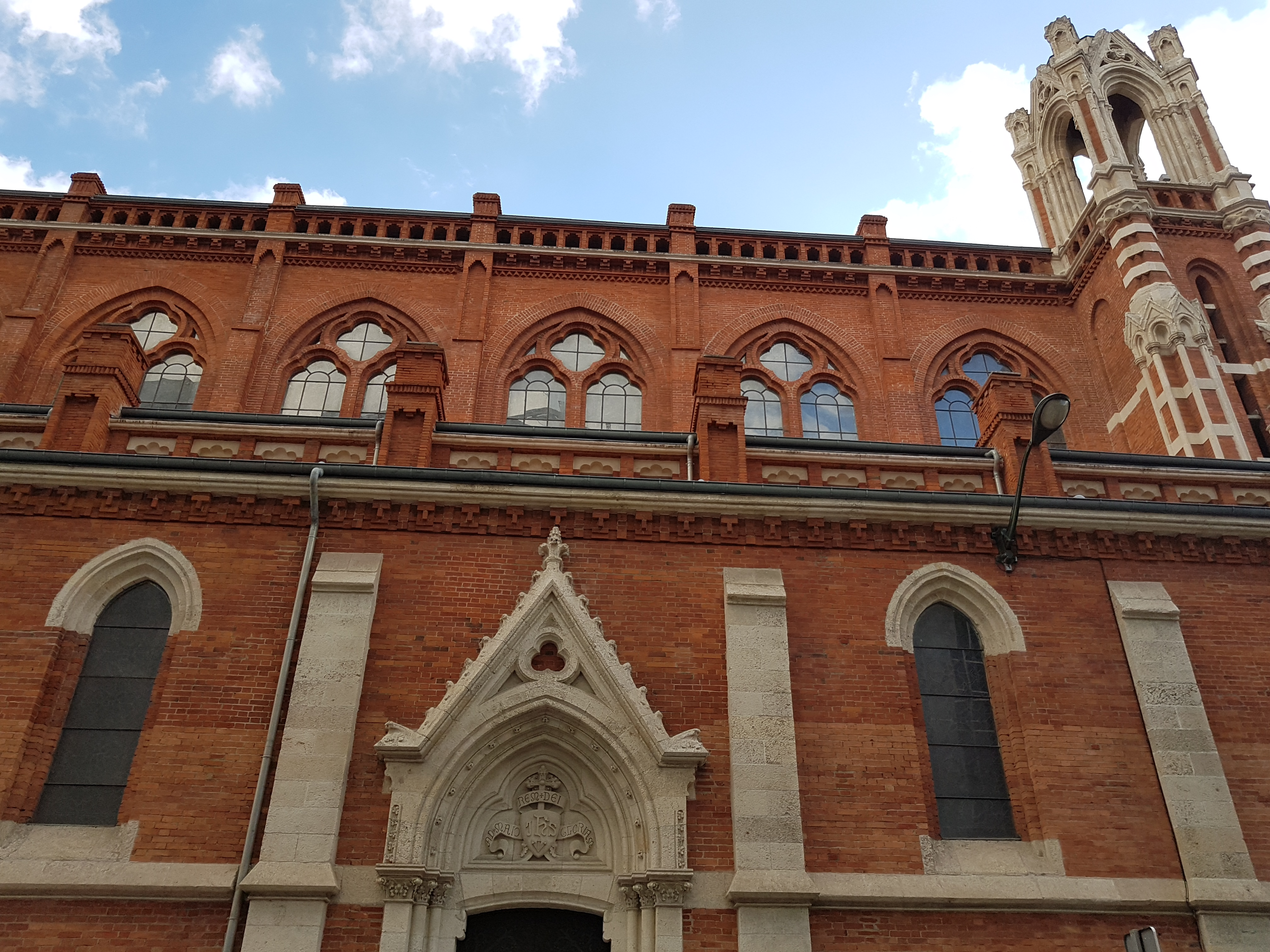
Iglesia del Sagrado Corazón
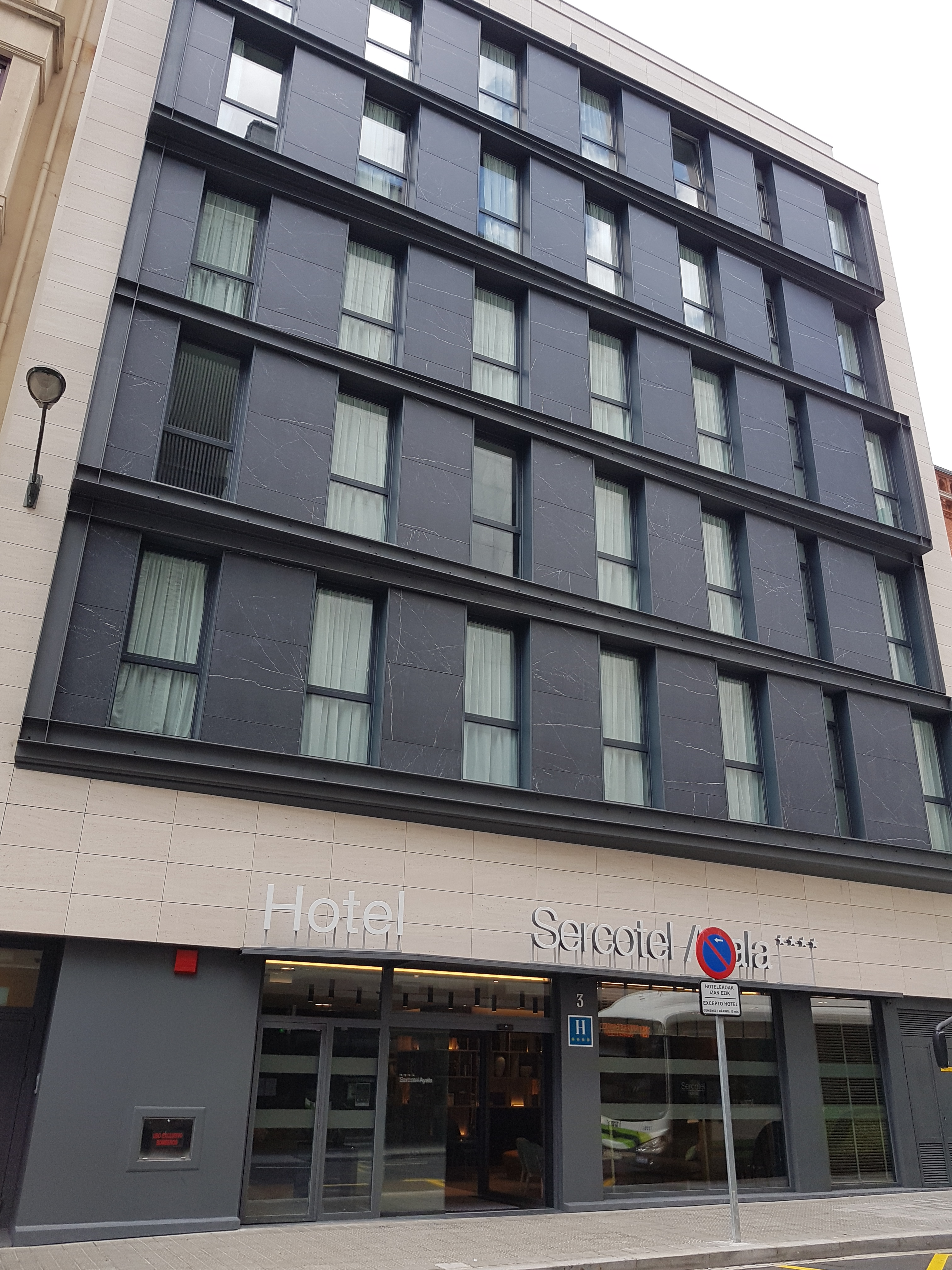
Hotel Sercotel Ayala
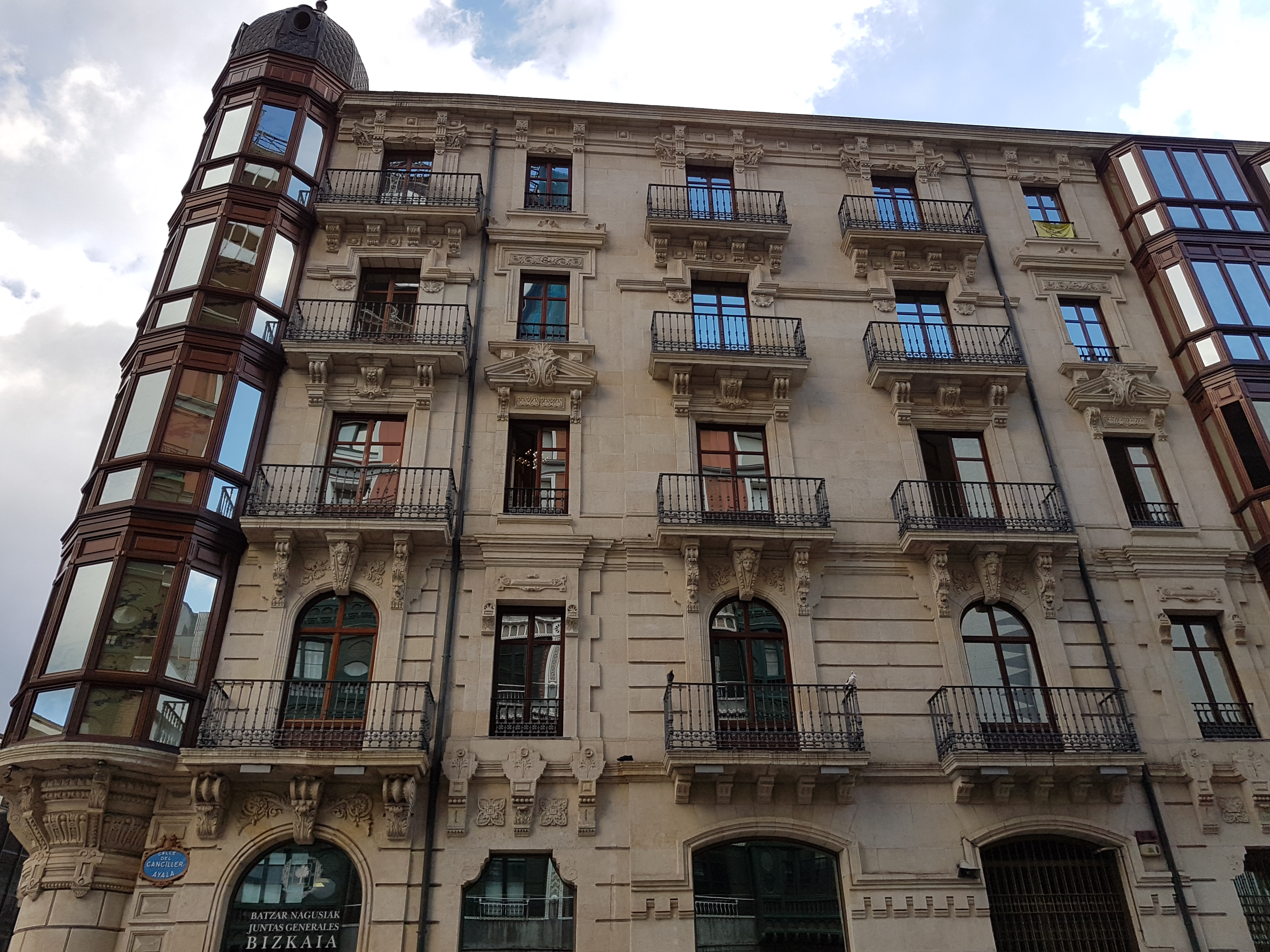
Sede de las Juntas Generales de Bizkaia
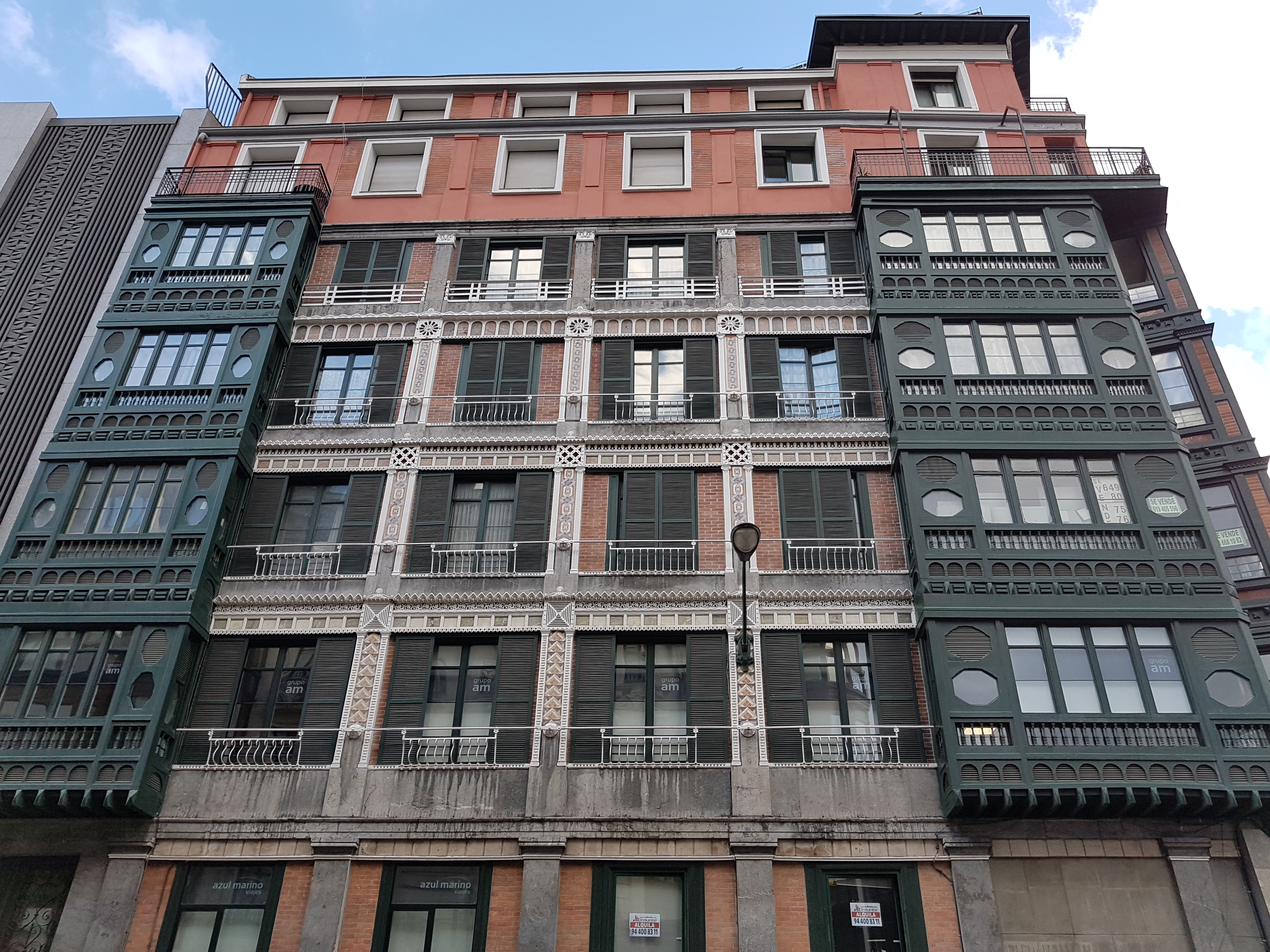
Fachada en la Calle del Canciller Ayala